# لین شی شیا
لین شی شیا (انگلیسی: Lin Shih-chia؛ زادهٔ ۲۰ مهٔ ۱۹۹۳) ورزشکار تیراندازی با کمان اهل تایوان است.
وی در مسابقات کشوری و بین‌المللی در مجموع برندهٔ ۱ مدال طلا، ۲ مدال نقره، ۲ مدال برنز شده‌است.